# Seznam znaků států Spojených států amerických

Velký státní znak USA

Znaky jednotlivých států Spojených států amerických ukazují široké spektrum místních vlivů, prvky z historie těchto států a také různé principy návrhu. Znak je vedle vlajky nebo pečeti dalším oficiálním symbolem státu.
Znak (anglicky Coat of arms), na rozdíl od pečetí (anglicky Seal), kterou užívají všechny státy (Seznam pečetí USA), přijalo oficiálně pouze 18 států USA.

## Státy

### Oficiální
Oficiální znaky států USA:
| Umístění | Znak | Stát / článek                          | Přijetí                                                      | Motto nebo text na znaku | Poznámka |
| -------- | ---- | -------------------------------------- | ------------------------------------------------------------ | --- | --- |
|          |      | Alabama Znak Alabamy                   | 14. března 1939 (státní legislativou)                        | AUDEMUS JURA NOSTRA DEFENDERE (latinsky) (česky Dovolíme si hájit svá práva)                                                                                           | Oficiální |
|          |      | Connecticut Znak Connecticutu          | 24. března 1931 (státní legislativou)                        | QUI TRANSTULIT SUSTINET (latinsky) (česky Ten, kdo transplantoval, stále udržuje)                                                                                      | Oficiální |
|          |      | Delaware Znak Delawaru                 | 17. ledna 1777                                               | LIBERTY AND INDEPENDENCE (anglicky) (česky Svoboda a nezávislost) | Oficiální |
|          |      | Maine Znak Maine                       | 9. června 1820                                               | Dirigo (latinsky) (česky Řídím nebo vedu) | Oficiální |
|          |      | Massachusetts Znak Massachusetts       | 1775 (zákonodárným sborem), potvrzen 13. prosince 1780       | ENSE PETIT PLACIDAM SUB LIBERTATE QUIETEM (latinsky) (česky Mečem hledáme mír, ale mír pouze na svobodě)                                                               | Oficiální |
|          |      | Michigan Znak Michiganu                | 22. června 1835 (ústavním shromážděním), upraven 1911        | E PLURIBUS UNUM (latinsky) (česky Z mnoha jeden), TUEBOR (Budu se bránit), SI QUÆRIS PENINSULAM AMŒNAM CIRCUMSPICE (Pokud hledáte příjemný poloostrov, rozhlédněte se) | Oficiální |
|          |      | Mississippi Znak Mississippi           | 7. února 2001, původně 7. února 1894 (legislativním výborem) | VIRTUTE ET ARMIS (latinsky) (česky Síla a zbraně) | Oficiální |
|          |      | Missouri Znak Missouri                 | 22. ledna 1822 (společně s vlajkou), upraven 1907            | SALUS POPULI SUPREMA LEX ESTO (latinsky) (česky Bezpečnost lidí je nejvyšším zákonem)                                                                                  | Polooficiální, používá se na státní vlajce, pečeti a na některých vládních webových stránkách. V zákoně o přijetí vlajky je tento symbol označován jako znak |
|          |      | New Jersey Znak New Jersey             | 1777, upraven 1928 (společně s pečetí)                       | LIBERTY AND PROSPERITY (anglicky) (česky Svoboda a prosperita) | Nenalezen přímý zdroj, ale státní znak je užíván odděleně od státní pečeti oficiálním způsobem                                                               |
|          |      | New York Znak státu New York           | 1778, upraven 1901, 2020 (společně s pečetí)                 | EXCELSIOR – E PLURIBUS UNUM (česky Stále vzhůru – jeden z mnoha) | Nenalezen přímý zdroj, ale státní znak je užíván odděleně od státní pečeti oficiálním způsobem                                                               |
|          |      | Ohio Znak Ohia                         | 1953, současný design 1996                                   | – | Oficiální |
|          |      | Pensylvánie Znak Pensylvánie           | 1778                                                         | VIRTUE LIBERTY AND INDEPENDENCE (anglicky) (česky Ctnost, svoboda a nezávislost)                                                                                       | Nenalezen přímý zdroj, ale státní znak je užíván odděleně od státní pečeti oficiálním způsobem                                                               |
|          |      | Rhode Island Znak Rhode Islandu        | 1881, s účinností od 1. února 1882 (valným shromážděním)     | HOPE (anglicky) (česky Naděje) | Oficiální |
|          |      | Severní Dakota Znak Severní Dakoty     | 1957                                                         | STRENGTH FROM THE SOIL (anglicky) (česky Síla z půdy) | Oficiální |
|          |      | Texas Znak Texasu                      | 1845, červen 1992 (stanoveno ústavou)                        | – | Oficiální |
|          |      | Vermont Znak Vermontu                  | 1862 (podle zákona č. 11)                                    | VERMONT, FREEDOM AND UNITY (anglicky) (česky Svoboda a jednotka) | Oficiální |
|          |      | Wisconsin Znak Wisconsinu              | ?                                                            | FORWARD (anglicky) (česky Vpřed), E PLURIBUS UNUM (latinsky) (Z mnoha jeden)                                                                                           | Oficiální |
|          |      | Západní Virginie Znak Západní Virginie | 26. září 1863 (zákonodárným sborem)                          | MONTANI SEMPER LIBERI (latinsky) (česky Horolezci jsou vždy volní) | Oficiální |

### Neoficiální
Následující znaky nebyly oficiálně přijaty ani se neužívají odděleně od státní pečeti oficiálním způsobem.
| Umístění | Znak | Stát / článek           | Přijetí                                  | Motto nebo text na znaku                                                 | Poznámka                          |
| -------- | ---- | ----------------------- | ---------------------------------------- | ------------------------------------------------------------------------ | --------------------------------- |
|          |      | Arizona Znak Arizony    | 1911 (pečeť)                             | DITAT DEUS (česky Bůh obohacuje)                                         | Použit na arizonské pečeti        |
|          |      | Colorado Znak Colorada  | 15. března 1877 (pečeť)                  | NIL SINE NUMINE (česky Nic bez prozřetelnosti)                           | Použit na coloradské pečeti       |
|          |      | Maryland Znak Marylandu | 1874, upraven 1959 a 1969 (pečeť)        | FATTI MASCHII, PAROLE FEMINE (italsky) (česky Silné skutky, jemná slova) | Použit na marylandské pečeti      |
|          |      | Utah Znak Utahu         | 3. dubna 1896, upraven únor 2011 (pečeť) | INDUSTRY (anglicky) (česky Průmysl, píle)                                | Použit na utažské pečeti a vlajce |

## Nezačleněné území
Znaky (pečeti) nezačleněných území Spojených států amerických.

Znak (pečeť) nezačleněného území Americké Panenské ostrovy
Znak (pečeť) nezačleněného území Americká Samoa
Znak nezačleněného území Guam
Znak nezačleněného území Portoriko (znak je rozdílný od pečeti)
Znak (pečeť) nezačleněného území Severní Mariany

## Historické
Před přistoupením do Unie měly některé nezávislé státy svůj znak.

Státní znak Havajského království (~1850–1893)
Státní znak Texaské republiky (1839–1845)